# Disolución acuosa

La primera capa de solvatación de un ion sodio disuelto en agua.

Una disolución acuosa (o solución acuosa) es aquella disolución cuyo disolvente es el agua. Se muestra principalmente en ecuaciones químicas agregando (aq) a la fórmula química relevante. Por ejemplo, una disolución de sal común, también conocida como cloruro de sodio (NaCl), en agua se representaría como Na+
(aq) + Cl−
(aq). La palabra acuoso (que proviene de latín aqua) significa perteneciente, relacionado, similar o disuelto en agua. Como el agua es un excelente disolvente y también abunda de forma natural, es un disolvente omnipresente en la química. Dado que el agua se utiliza con frecuencia como disolvente en los experimentos, la palabra «disolución» se refiere por antonomasia a una «disolución acuosa», a menos que se especifique un disolvente distinto.
Una disolución «no acuosa» es una disolución cuyo disolvente es un líquido, pero no se trata del agua. (Ver también Disolvente y Disolvente inorgánico no acuoso).

## Características
Las sustancias que son «hidrofóbicas» no se disuelven bien en agua, mientras que las que son «hidrofílicas» sí lo hacen. Un ejemplo de sustancia hidrófila es el cloruro de sodio. En una disolución acuosa, los iones de hidrógeno (H+
) y iones hidróxido (OH−
) están en equilibrio de Arrhenius ([H+
][OH−
] = Kw = 1 x 10 −14 a 298 K). Los ácidos y las bases son disoluciones acuosas, como parte de sus definiciones de Arrhenius. Un ejemplo de ácido de Arrhenius es el cloruro de hidrógeno (HCl) debido a su disociación del ion hidrógeno cuando se disuelve en agua. El hidróxido de sodio (NaOH) es una base de Arrhenius porque disocia el ion hidróxido cuando se disuelve en agua.
Las disoluciones acuosas pueden contener, especialmente en la zona alcalina o sometidas a radiólisis, hidrógeno atómico hidratado y electrones solvatados.

## Electrolitos
Las disoluciones acuosas que conducen la corriente eléctrica de manera eficiente contienen electrolitos fuertes, mientras que se considera que las que conducen mal tienen electrolitos débiles. Los electrolitos fuertes son sustancias que están completamente ionizados en agua, mientras que los electrolitos débiles exhiben solo un pequeño grado de ionización en agua. La capacidad de los iones para moverse libremente a través del disolvente es una característica de una disolución acuosa de electrolito fuerte. Los solutos en una disolución de electrolito débil están presentes como iones, pero solo en pequeñas cantidades.
Los no electrolitos son sustancias que se disuelven en agua, pero mantienen su integridad molecular (no se disocian en iones). Los ejemplos incluyen azúcar, urea, glicerol y metilsulfonilmetano (MSM).

## Reacciones
Las reacciones en disoluciones acuosas suelen ser reacciones de metátesis. Las reacciones de metátesis son otro término para el doble desplazamiento; es decir, cuando un catión se desplaza para formar un enlace iónico con el otro anión. El catión unido al último anión se disociará y se unirá al otro anión.
Una reacción de metátesis común en disoluciones acuosas es una reacción de precipitación. Esta reacción ocurre cuando dos disoluciones acuosas de electrolitos fuertes se mezclan y producen un sólido insoluble, también conocido como precipitado. La capacidad de una sustancia para disolverse en agua está determinada por si la sustancia puede igualar o superar las fuertes fuerzas de atracción que las moléculas de agua generan entre sí. Si la sustancia carece de capacidad para disolverse en agua, las moléculas forman un precipitado.
Al escribir las ecuaciones de las reacciones de precipitación, es fundamental determinar el precipitado. Para determinar el precipitado es necesario consultar una tabla de solubilidad. Los compuestos solubles son acuosos, mientras que los compuestos insolubles son el precipitado. Puede que no siempre haya un precipitado. Se utilizan ecuaciones iónicas completas y ecuaciones iónicas netas para mostrar iones disociados en reacciones de metátesis. Al realizar cálculos relacionados con la reacción de una o más disoluciones acuosas, en general se debe conocer la concentración o molaridad de las disoluciones acuosas.